# Rosa Ribas

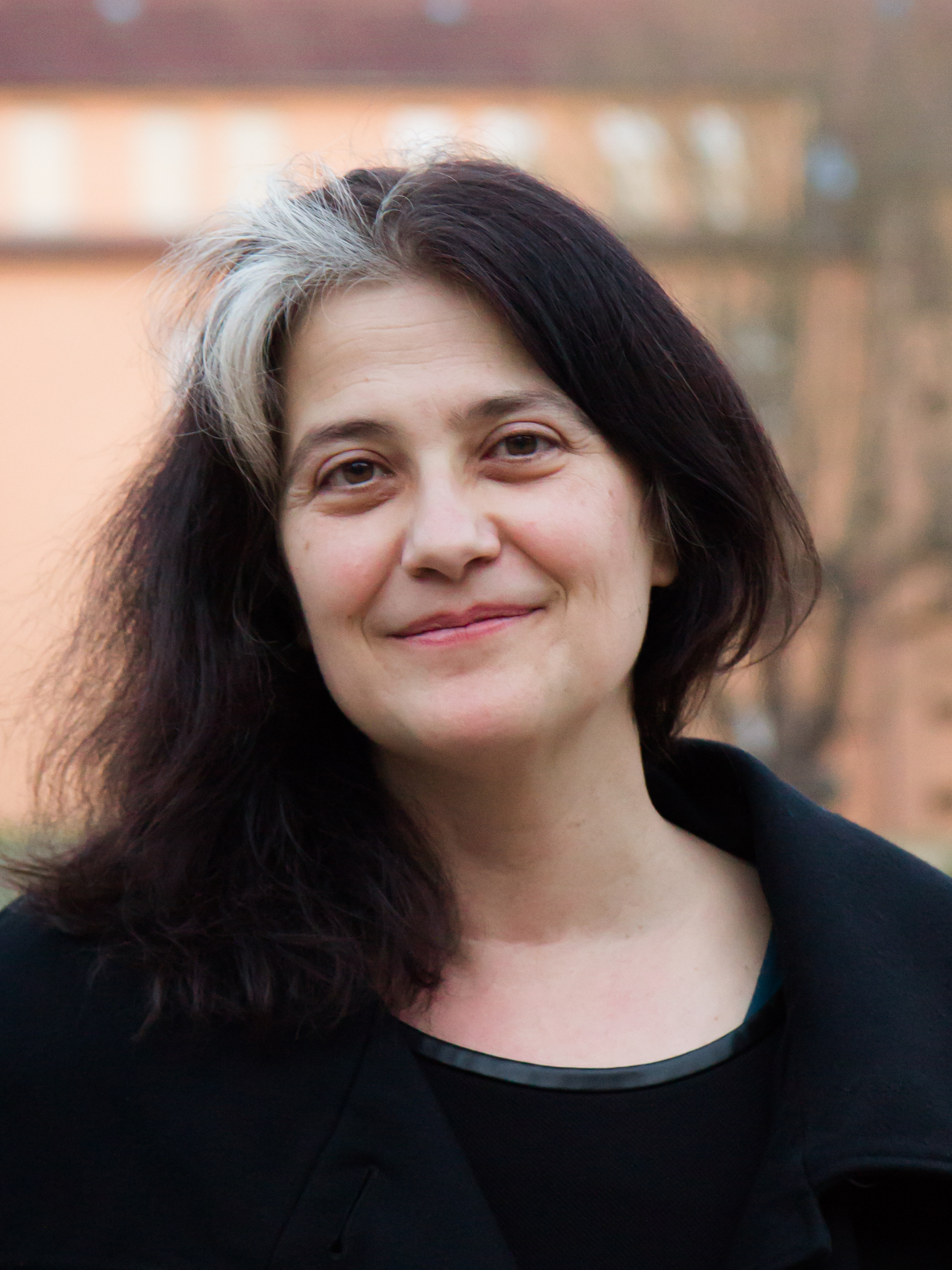
Rosa Ribas (2014)

Rosa Ribas (* 1963 in El Prat de Llobregat) ist eine spanische Romanistin und Krimiautorin.
Ribas studierte Hispanistik an der Universität Barcelona und promovierte zum Thema Reisende im 16. und 17. Jahrhundert. 1993 zog sie nach Frankfurt und arbeitete an der dortigen Universität als Lektorin. Seit 2005 war Ribas Professorin für Angewandte Spanische Studien an der Hochschule Heilbronn. 2008 gab sie ihre Stelle auf, um sich ganz dem Schreiben zu widmen.

## Kriminalromane in deutscher Übersetzung
- Kalter Main. Suhrkamp, Frankfurt am Main 2009, ISBN 978-3-518-46088-7.
- Tödliche Kampagne. Ein neuer Fall für Kommissarin Cornelia Weber-Tejedor. Suhrkamp, Berlin 2010, ISBN 978-3-518-46184-6.
- Falsche Freundin. Der dritte Fall für Kommissarin Cornelia Weber-Tejedor. Suhrkamp, Berlin 2012, ISBN 978-3-518-46302-4.
- Sonst ist er tot. Der vierte Fall für Kommissarin Cornelia Weber-Tejedor. Suhrkamp, Berlin 2016, ISBN 978-3-518-46674-2.
- gemeinsam mit Sabine Hofmann: Das Flüstern der Stadt. Kindler, Reinbek 2014, ISBN 978-3-463-40354-0.
- gemeinsam mit Sabine Hofmann: Die grosse Kälte. Kindler, Reinbek 2016, ISBN 978-3-463-40361-8.
- gemeinsam mit Sabine Hofmann: Auf der anderen Seite der Ramblas. Kindler, Reinbek 2018, ISBN 978-3-463-40691-6.